# Arne Johansen
Svend Arne Johansen (11. november 1927 – 4. november 2004) var en dansk guldsmed og designer. Han stiftede Arne Johansen Jewelry
Arne Johansen stod fra 1. januar 1947 til den 31. december 1950 i lære hos guldsmed Henry Andersen i Roskilde og blev 8. januar 1951 udlært samt tildelt sølvmedaljen af Haandværkerforeningen, der er den højeste udmærkelse, der kan tildeles en svendeprøve.
Arne Johansen var desuden ansat hos A. Dragsted i Bredgade København inden han i 1957 startede egen virksomhed. Arne Johansen blev især en stor eksportør af dansk design og eksporterede til blandt andet Tyskland, Frankrig, England, Australien, Brasilien, USA og Japan. Hans smykker sælges i dag som antikviteter og udstilles blandt andet i Den Gamle By.